# Tathagata
Tathāgata (Sanskrit, Pali: तथागत, Der so Gegangene, der so Gekommene, oder: aus der Soheit Gekommene, in die Soheit Gegangene, oder: der Vollendete; chinesisch 如來 / 如来, Pinyin rúlái, W.-G. ju-lai, Jyutping jyu4loi4; koreanisch 여래, RR yeorae; japanisch 如来 / 如來, kana にょらい, Rōmaji Nyorai; tib. དེ་བཞིན་གཤེགས་པ་, Wylie de bzhin gshegs pa) bezeichnet einen auf dem Weg der Wahrheit zur Höchsten Erleuchtung Samyak-Sambodhi Gelangten und ist einer der Zehn Titel des Buddha Shakyamuni, dessen er sich selbst bediente, wenn er von sich oder anderen Buddhas sprach.
Im Mahayana stellt der Tathagata den Buddha in seinen drei Aspekten Trikaya dar. Er ist sowohl der vollendete Mensch, der alle Formen annehmen kann und mit den Zehn Kräften eines Buddha Dashabala ausgestattet ist, als auch das kosmische Prinzip, die Essenz des Universums, das Nicht-Bedingte, Ungeborene. Er ist der Vermittler zwischen dem Essentiellen und der phänomenalen Welt. Vielfach wird Tathagata als Absolutes mit Prajna und Shunyata gleichgesetzt.
Der Begriff bezeichnet auch die fünf transzendenten Buddhas (Adibuddhas) der Buddhafamilien (Buddhakula).

Die fünf Tathagatas im Kloster Shalu (Tibet)
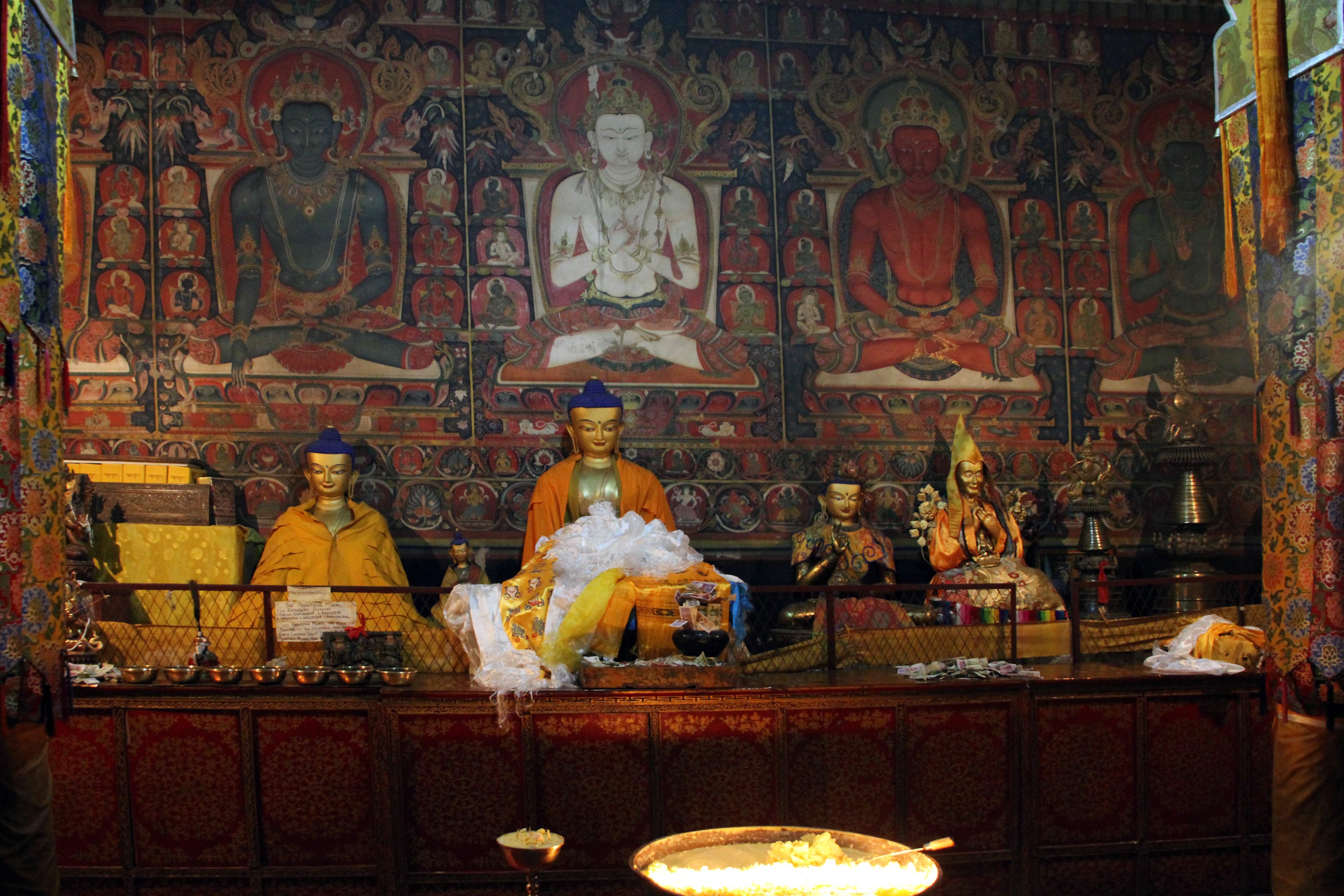
Vier der fünf Tathagatas
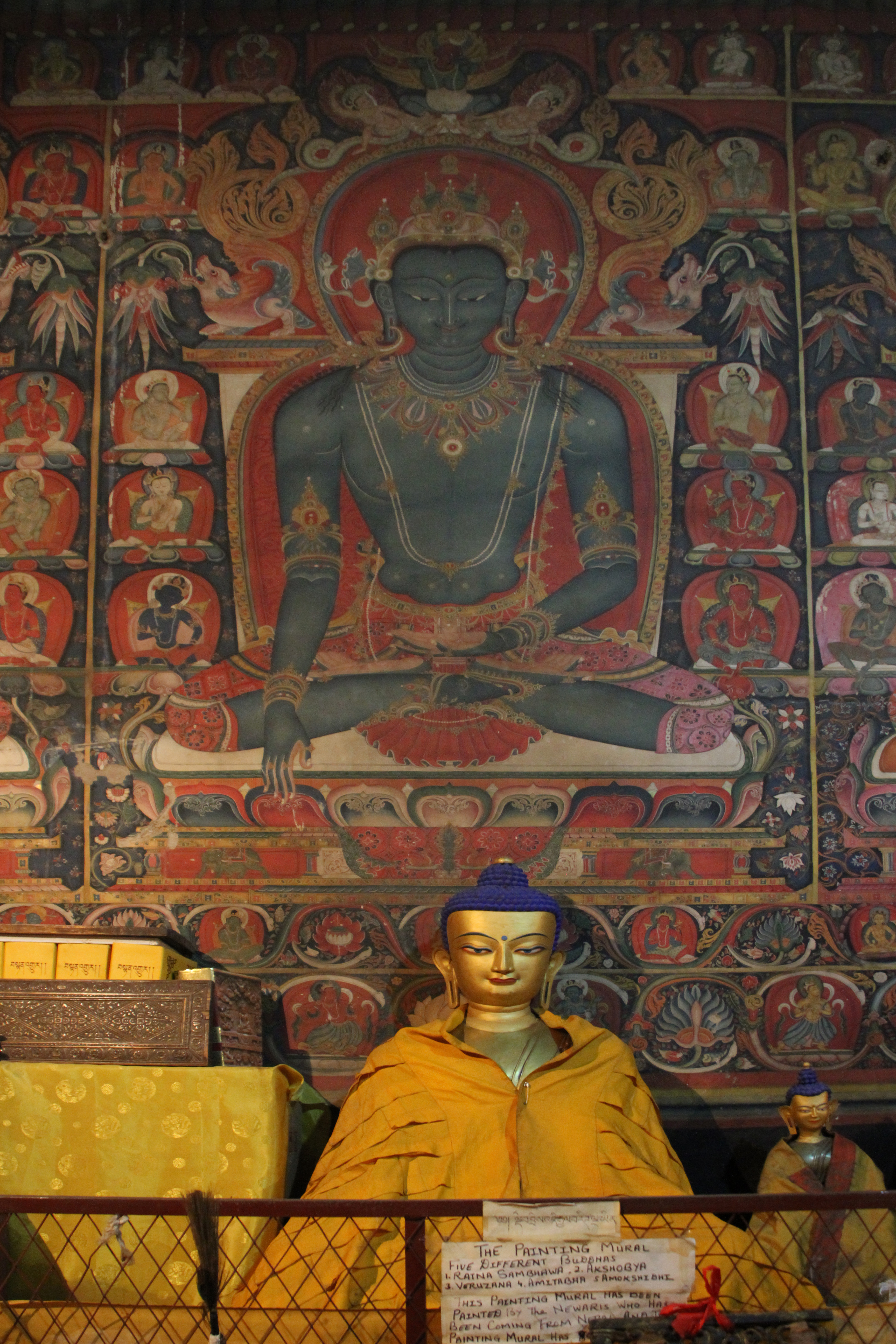
Akshobhya
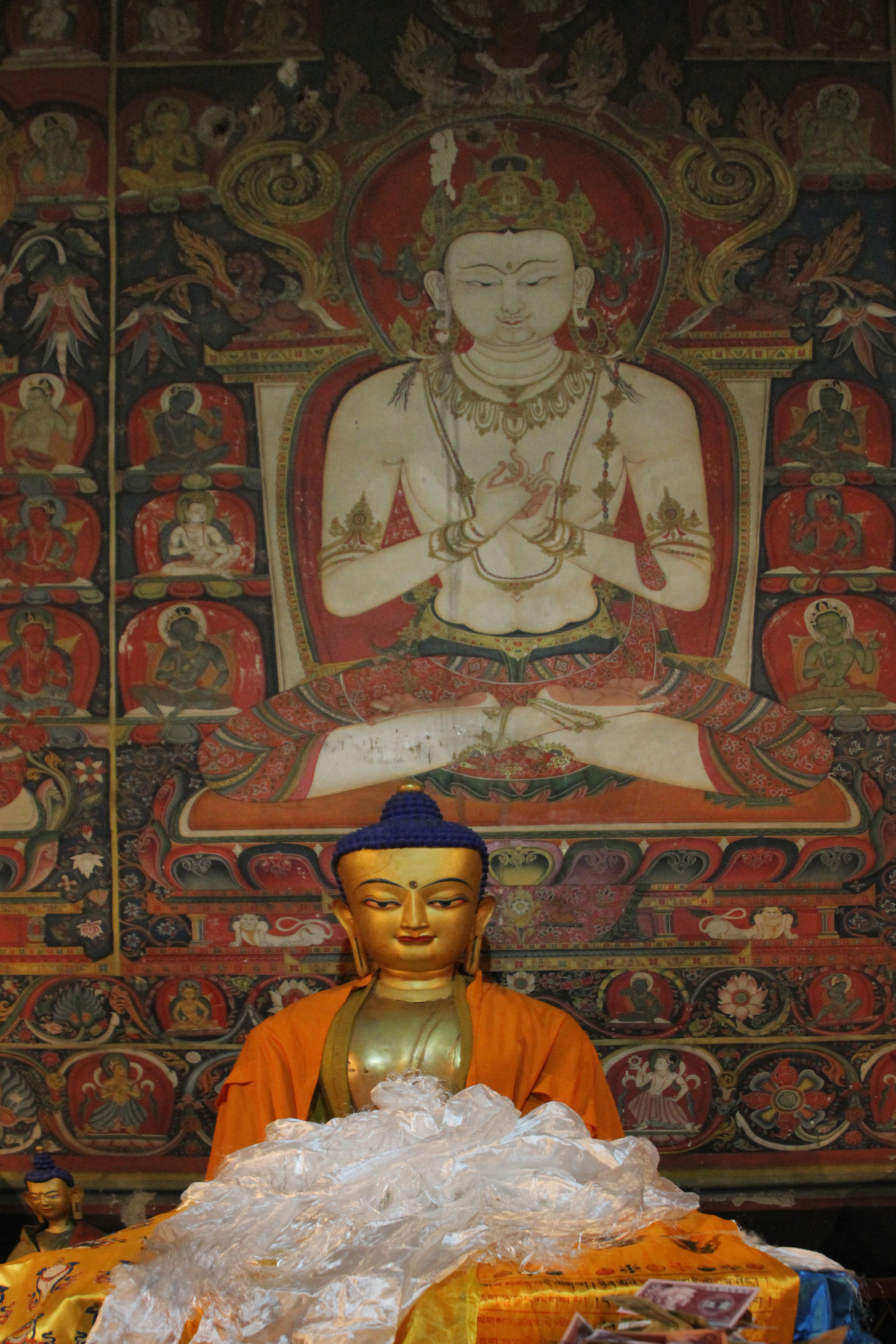
Vairocana
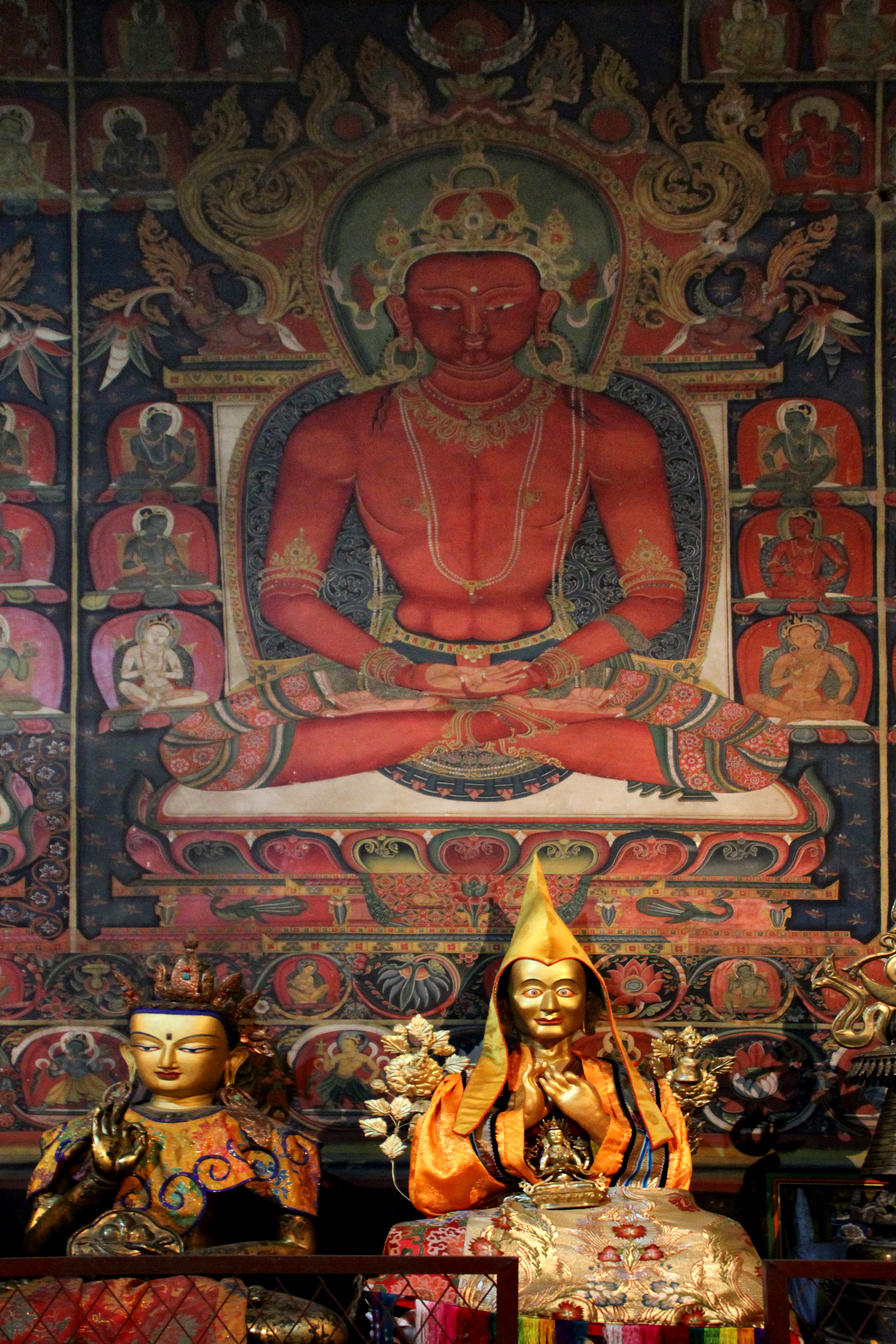
Amitabha
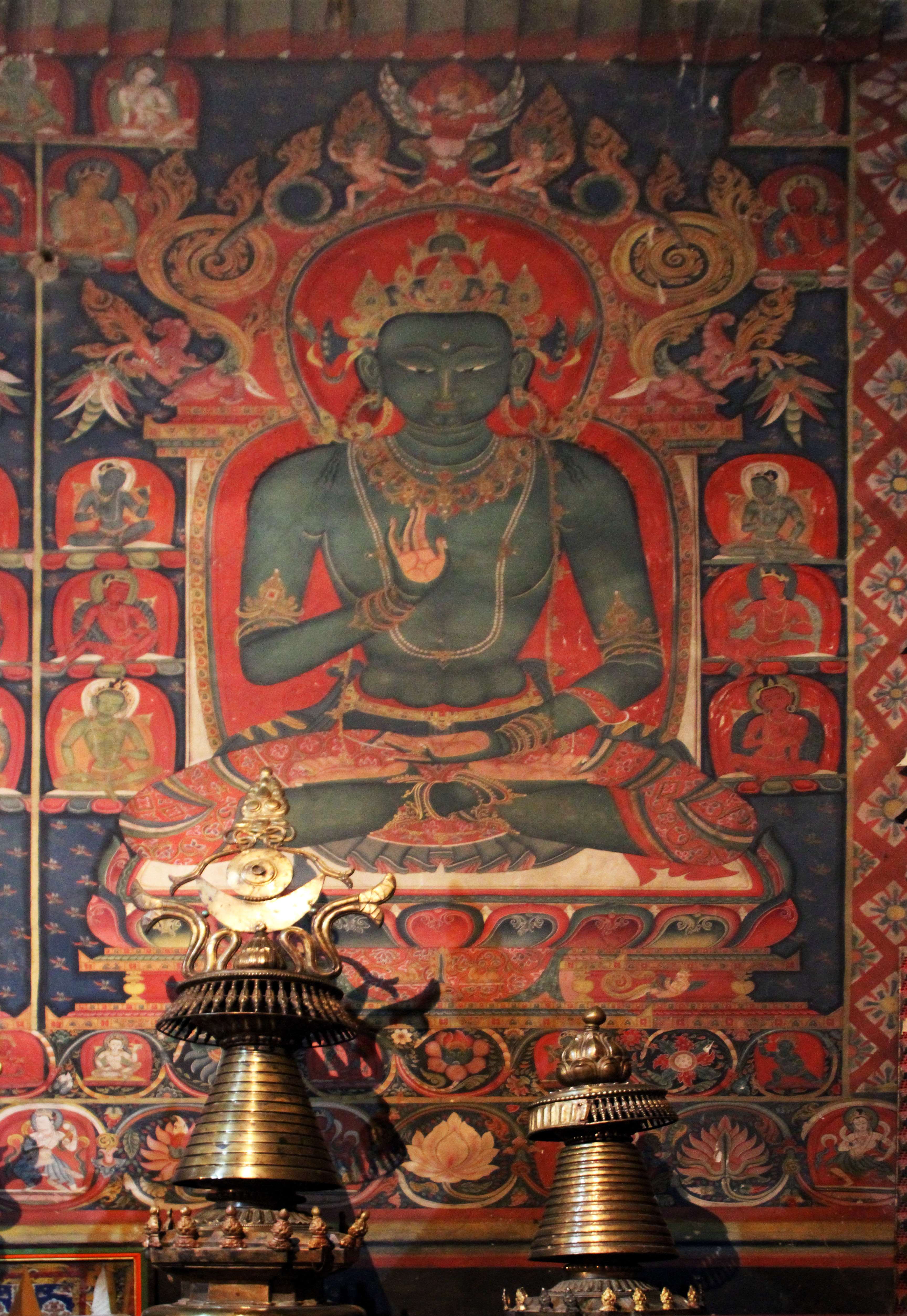
Amoghasiddhi
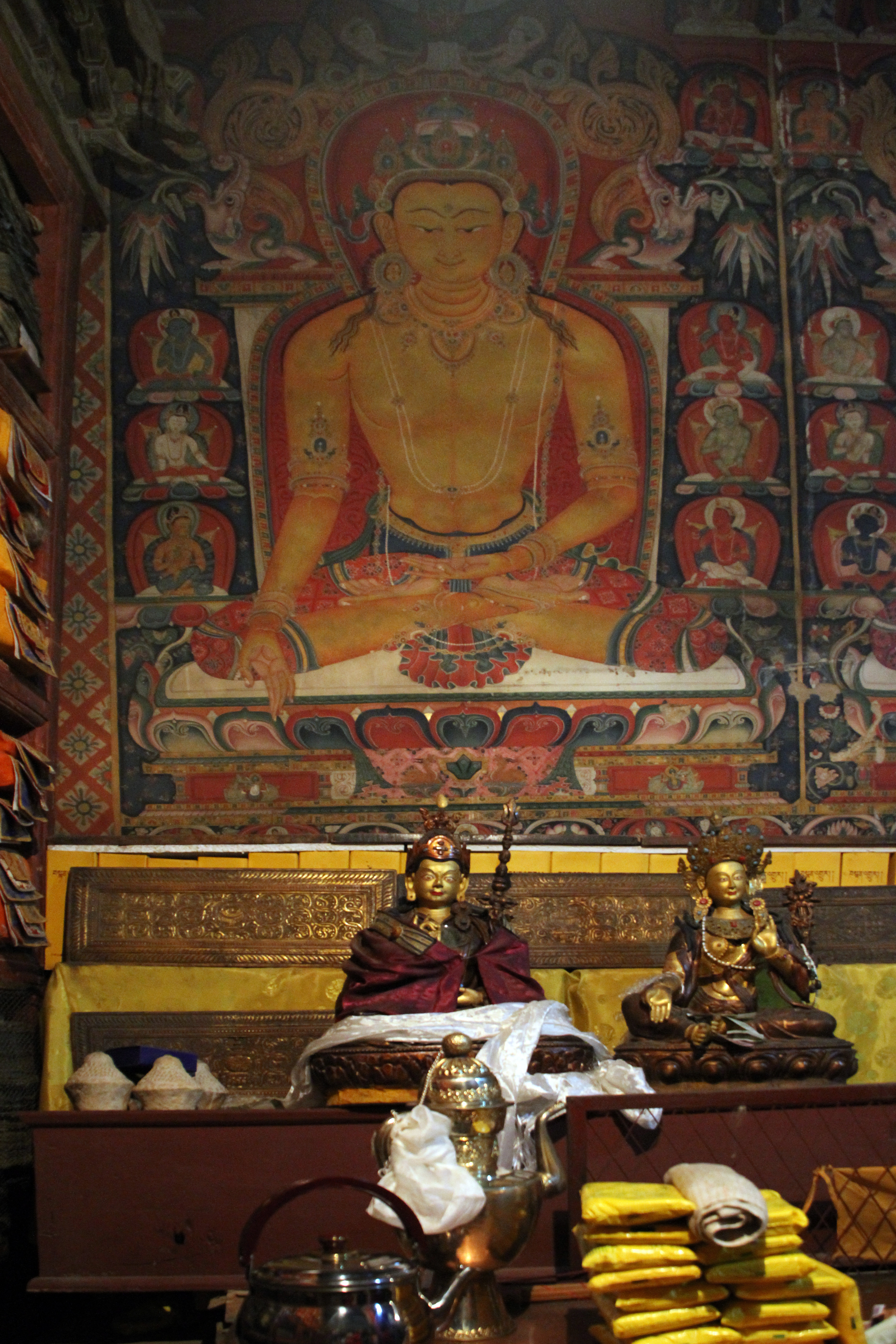
Ratnasambhava
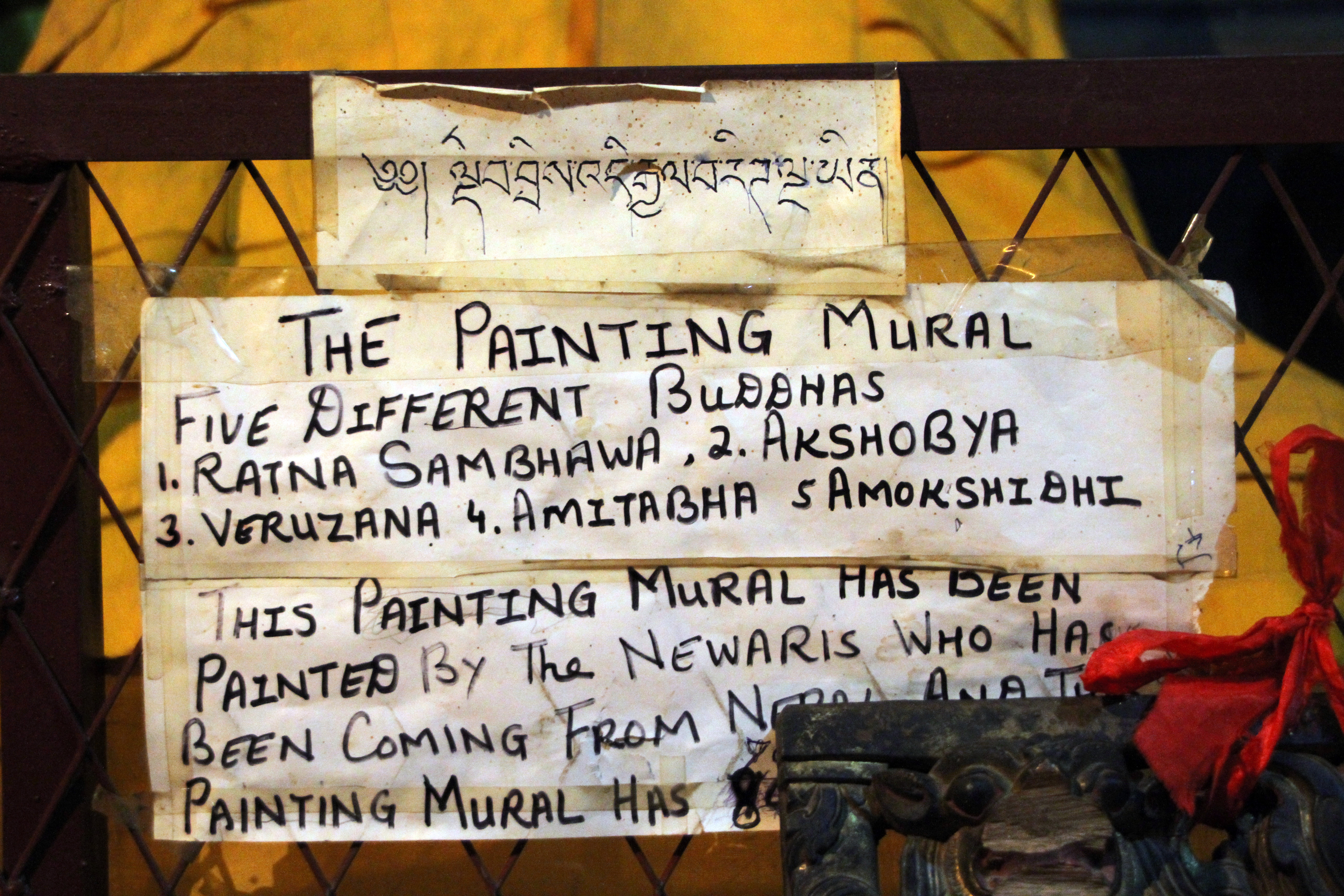
Erläuterung in Shalu

Im Vajrayana ist er ein vielfältig angewandtes Ordnungsprinzip der Ikonographie und Symbolik (Trikaya).
Im Diamant-Sutra heißt es, dass der Tathagata sowohl das organische Auge besitze als auch das göttliche Auge, das Auge der Weisheit, das Auge des Dharma und das Buddha-Auge.